# Victorien Angban
Bekanty Victorien Angban (ur. 29 września 1996 w Abidżanie) – piłkarz z Wybrzeża Kości Słoniowej występujący na pozycji pomocnika w PFK Soczi.